# Csizmadia Imre Gyula
Csizmadia Imre Gyula (Budapest, 1932. október 30. – 2022. július 13.) kanadai magyar kémikus, egyetemi tanár, az MTA külső tagja.

## Életpályája
Fiatalkori tanulmányait a Budapesti Lónyai utcai Gimnáziumban tanító Sain Márton, illetve a II. világháború után a Kolozsvári Magyar Királyi Ferenc József Tudományegyetemről menekült Benkő Károly, szeghalmi kémiatanár határozta meg. A Budapesti Műszaki Egyetemen töltött egyetemi éveiben az elméleti kémiát tanító Messmer András, a későbbi akadémikus volt rá a legnagyobb hatással.
1956-ban szerzett vegyészmérnök diplomát, azonban további tanulmányait már Kanadában a vancouveri University of British Columbia-n folytatta a fizikai szerves kémia területén. Először mint M.Sc. hallgató 1959, majd doktorandusz (Ph.D., 1962). Ebben az időszakban rendszeresen bejárt a villamosmérnökök előadásaira, ahol a számítógépek programozását oktatták, és felismerte, hogy a közeljövőben a forradalmi fejlődés ebbe az irányba fog elindul, ami majd az egész világot megváltoztatja. Ez vezetett ahhoz, hogy posztdoktori időszaka alatt az MIT-n kvantumkémiai számításokkal foglalkozott, a világ első egyetemi számológép-centrumában, és az angliai University Computer Centre-nél (NATO Science Fellow, 1962-1964).
1964-től a Torontói Egyetemen (University of Toronto) professzorként dolgozott, és mind a kutatásban, mind az oktatásban kiemelkedő eredményeket ért el. 2002-ben mint Szent-Györgyi ösztöndíjas egy rövid időszakot az ELTE-n, majd a Szegedi Tudományegyetem-en töltött, ahol a Kémiai Informatika Tanszéken egészen 2015-ig emeritus professzorként segítette a Viskolcz Béla vezette számításos kémiai csoport kialakulását, kutatásait és oktatási tevékenységét. Kezdeményezésére jött létre az a nyári iskola, melynek keretében a SZTE és a kanadai University of Toronto diákjai együtt sajátították el a számításos kémiai módszereket. 2015-2022 között a Miskolci Egyetemen segítette meghonosítani a számításos kémiai kutatásokat. Ebben az időszakban a Magyar Tudományos Akadémia külső tagjává választották (2004), székfoglaló előadását 2005. június 7-én tartotta meg "Aki igazán siet, nem ér rá megállni. A molekuláris forradalom és Magyarország tudományos lehetőségei az Európai Unióban" címmel.
A világ számos országában volt vendégprofesszor: Kanadában, Argentínában, Japánban, Kínában, Angliában, Németországban, Franciaországban, Spanyolországban, Olaszországban és természetesen Magyarországon. Az Eötvös Loránd Tudományegyetem (1988), a National University of San Luis (Argentína, 2007), és a Semmelweis Egyetem (2022) díszdoktora.
A tudományos tevékenységének fő célja gyógyszertervezést segítő praktikus elméleti módszerek kifejlesztése volt, amelybe már másodéves hallgatókat is bevont. A tudásátadás konvencionális, úgynevezett információalapú oktatása helyett a hatékonyabb, személyes kapcsolaton alapuló, inspirációs tanítási technikát használta (kutatásalapú tanulás/tanítás), amelyben mindig megjelent a „jövőcentrikus” gondolkodásmódja.

## Munkássága
A POLYATOM programrendszer matematikai hátterét és a szoftver fejlesztését Malcolm Harrisonnal, Jules Moskowitzzal és Brian Sutcliffe-fel együtt végezte (POLYATOM az első olyan ab initio számításokra alkalmas programcsomag volt, amely Gauss típusú pályákat használt, s amelyet John C. Slater Szilárdtest és Molekuláris Elméleti Csoportjába fejlesztettek ki).
1968-ban elsőként végzett LCAO-MO-SCF (“ab initio”) számításokat a formamid molekulán (az első szerves molekulén végzett számítás volt ez), atomon centrált Gauss típusú (GTF) nem kontrahált bázisfüggvények segítségével, meghatározva az alapállapotú molekula ionizációs potenciálját, dipólus momentumát. Később az egymás mellett elhelyezkedő elektronpárok és poláris kötések sztereokémiai következményeit (Edward-Lemieux, más néven anomeric effektus) elméleti hátterét tanulmányozta. A Wolff átrendeződés mechanizmusát vizsgálta kísérletes módon, amely során megmutatta, hogy az α-keto karbének gázfázisú Wolff-átrendeződése oxirén intermedier állapoton keresztül megy végbe. A mechanizmus során képződő oxirén molekula termodinamikai és kinetikai stabilitását szemiempirikus (Hückel módszer) és ab initio szinteken számításokkal is igazolta.
1976-ban, a PH5 modellvegyület segítségével vizsgálta a foszforánok intramolekuláris ligandum kicserélődési reakcióját leíró Berry pszeudorotációt (BPR) és a "forgóajtó" rotációt (turnstile rotation, TR). Megmutatva, hogy a BPR mechanizmus aktiválási energiája kicsi (1,95 kcal/mol) míg a TR esetében ez jóval nagyobb (10,5 kcal/mol). 1978-ban M. R. Peterson-nal együtt végezték az első ab initio számításokat és készítettek potenciális energia-hiperfelületet a n-bután konformációs problémáinak megoldására.
1985-ben megalapította a Journal of Molecular Structure: THEOCHEM számításos kémiai újságot, amelynek 2003-ig szerkesztőjeként tevékenykedett (az újság 2011 óta Computational and Theoretical Chemistry néven kéthetente jelenik meg.).
1987-1990 között a World Association of Theoretical and Computational Chemists (WATOC) első elnöke volt. Nevéhez fűződik a WATOC első konferenciájának megszervezése 1987-ben, Budapesten (augusztus 12-18.), illetve a második Torontoban, 1990-ben. Azóta is minden harmadik évben megrendezésre kerülő a WATOC az évek alatt a legnagyobb elméleti és számításos kémia konferenciává nőtte ki magát.
Kutatási területei főként elméleti szerves kémia tárgyköréből kerülnek ki, nagy érdeklődést mutatva a potenciál hiperfelületek topológiája iránt, amely során főként az oligopeptidek konformációs viselkedését vizsgálta. Ezen kívül foglalkozik a biomolekulák oxidatív stressz során bekövetkező változásainak és az alap és gerjesztett állapotok protontonáltsági állapotainak vizsgálatával.
Habár nagyszámú (550) tudományos közlemény és 14 könyv szerzője vagy szerkesztője és Web of Knowledge alapján, az összes hivatkozása meghaladja a 7500-et, a legfontosabb eredményének a tanítványait tartotta. Ezt az iránymutatást vagy életfilozófiát az 1962–1964 közötti mentorától, John C. Slater-től kapta, aki szintén többre tartotta a jövő kutatógenerációjának kinevelését, mint a saját látszólagos karrierjének építését.

## Érdekességek
A neve megjelenik az 1990-es évek egyik kultikus filmjének a Kocka köszönetnyilvánításában.
2014-ben Szeghalom város díszpolgárává választotta.

## Főbb művei
- Imre G. Csizmadia: Theory and Practice of MO Calculations on Organic Molecules: Progress in Theoretical Organic Chemistry, Vol. 1. (hely nélkül): Elsevier Science Ltd. 1976.  ISBN 978-0444414687
- Imre G.Csizmadia: Applications of MO Theory in Organic Chemistry; Progress in Theoretical Organic Chemistry, Volume 2.  1977.
- Imre G. Csizmadia – R. Daudel: Computational Theoretical Organic Chemistry (NATO Science Series C: (closed)). (hely nélkül): Springer. 1981.  ISBN 978-9027712707
- I.G. Csizmadia: Molecular Structure and Conformation: Recent Advances (Progress in Theoretical Organic Chemistry). (hely nélkül): Elsevier Science Ltd. 1982.  ISBN 9780444420893
- F. Bernardi – I.G. Csizmadia – A. Mangini: Organic Sulphur Chemistry: Theoretical and Experimental Advances (Studies in Organic Chemistry). (hely nélkül): Elsevier Science Ltd. 1985.  ISBN 978-0444424532
- R. Poirier – R. Kari – I.G. Csizmadia: Handbook of Gaussian Basis Sets. (hely nélkül): Elsevier science publishers. 1985.  ISBN 0444424938
- I.G. Csizmadia – A. Mangini – F. Bernardi: Organic Sulfur Chemistry: Theoretical and Experimental Advances (Studies in Organic Chemistry, Volume 19. (hely nélkül): Elsevier Science Publishers. 1985.
- Juan Bertrán – Imre G. Csizmadia: New Theoretical Concepts for Understanding Organic Reactions (Nato Science Series C: (closed)). (hely nélkül): Springer. 1989.  ISBN 978-0792301516
- Cemil Ögretir – Imre G. Csizmadia: Computational Advances in Organic Chemistry: Molecular Structure and Reactivity (Nato Science Series C: (closed)). (hely nélkül): Springer. 1990.  ISBN 978-0792310648
- S.J. Formosinho – Imre G. Csizmadia – Luis G. Arnaut: Theoretical and Computational Models for Organic Chemistry (NATO Science Series C: (closed)). (hely nélkül): Springer. 1991.  ISBN 978-0792313144
- F. Ruff – I.G. Csizmadia: Organic Reactions: Equilibria, Kinetics and Mechanism (Studies in Organic Chemistry). (hely nélkül): Elsevier. 1994.  ISBN 9780444881748
- Imre Csizmadia: Basic Principles for Introductory Organic Chemistry. (hely nélkül): Quirk Press. 1997.  ISBN 9780968047132
- Csizmadia Imre – Ruff Ferenc: Szerves reakciómechanizmusok vizsgálata. (hely nélkül): Nemzeti Tankönyvkiadó. 2000.  ISBN 9631903508
- Imre Csizmadia – Botond Penke – Gábor Tóth: The Role of Chemistry in the Evolution of Molecular Medicine. (hely nélkül): Elsevier Science. 2004.  ISBN 978-0444515889

## Díjak, elismerések
- MTA Kajtár Márton-emlékérem (1999)
- Angelo Mangini Gold Medal (1992)
- E.W.R. Steacie Award in Chemistry  (1990)